# Alexandre Moritzi

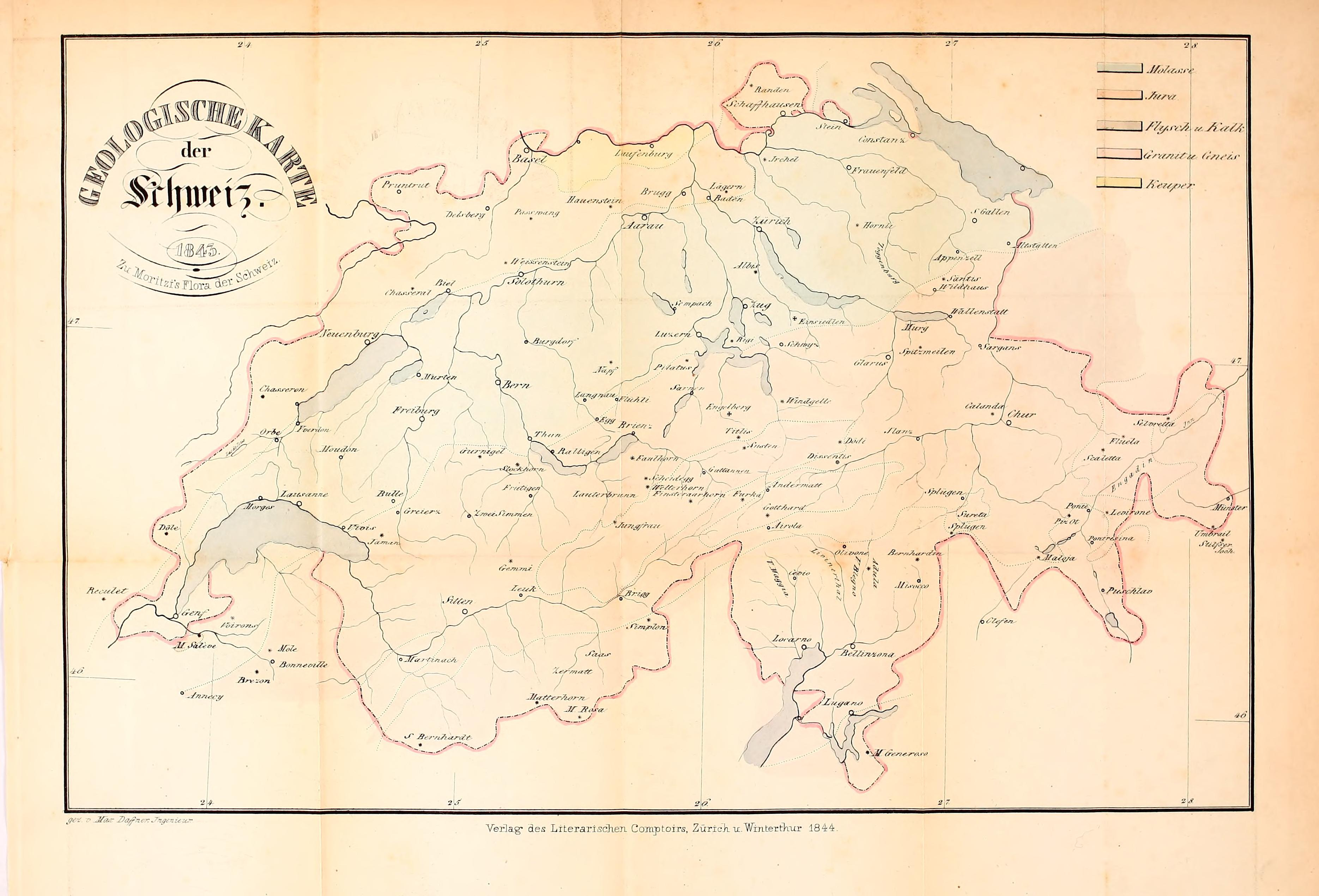
Carte géologique de la Suisse, par Alexandre Moritzi, en 1844.

Alexandre Moritzi est un naturaliste suisse, né en 1806 à Coire et mort en 1850.
Ce professeur fait notamment paraître Die Pflanzen Graubündens : ein Verzeichniss der bisher in Graubünden gefundenen Pflanzen (Neuchâtel, 1839), Die Flora der Schweiz (Zurich et Winterthour, 1844), Systematisches Verzeichniss der von H. Zollinger in den Jahren 1842-1844, auf Java gesammelten Pfanzen, nebst einer kurzen Beschreibung der neuen Gattungen und Arten (Soleure, 1845-1846). Mais on retient surtout de lui ses Réflexions sur l'espèce en histoire naturelle (1842) qui seront rééditées en 1934 accompagnées par une biographie. Ce livre, qui contient de nombreuses observations sur les animaux et les végétaux, est considéré comme un précurseur de la théorie de l’évolution développée par Charles Darwin (1809-1882).